# Angelo Colarossi
Angelo Colarossi (1875-1949) era um menino de estúdio e assistente do escultor Alfred Gilbert. Aos 15 anos de idade, foi modelo para a estátua mais famosa de Gilbert, Anteros (1891), na Shaftesbury Memorial Fountain, em Piccadilly Circus. Mais tarde, ele foi contratado por uma empresa inglesa de fabricantes de aeronaves.

## Vida
Angelo Colarossi, o mais novo, era um dos seis ou mais filhos nascidos de Angelo Colarossi, Sr. (c. 1838–1916), e Mary Ann Gorman, no oeste de Londres. A família morava em 14, Masboro Road West, na área de Brook Green em Hammersmith, e está registrada lá no censo de 1881. Angelo Colarossi, mais velho, já era modelo de artista e seu filho seguia os passos do pai. Enquanto o menino é lembrado principalmente pela figura delicada em Piccadilly Circus, o pai foi o modelo para várias expressões poderosas de masculinidade, como An Athlete Wrestling with a Python por Frederic, Lord Leighton.
Alfred Gilbert foi contratado para esculpir um memorial para Anthony Ashley-Cooper, o 7º Conde de Shaftesbury, em 1886. Por cinco anos, Gilbert considerou várias idéias para celebrar a vida caridosa do Conde. Ele finalmente decidiu sobre uma fonte ornamentada, encimada pela figura alada de Anteros, o antigo símbolo grego do Amor Desinteressado. A figura de alumínio do jovem, capturada é se ele estava quase em fuga, tinha um braço de proa estendido e uma perna oposta estendida. A figura do Anteros tem dois metros e meio de altura e pesa quase trezentos pesos.
O menino Colarossi posou para o Anteros de Gilbert no estúdio do artista às 8 da tarde, The Avenue. O pintor John Singer Sargent ocupou os estúdios adjacentes aos de Gilbert. Gilbert fez amizade com Sargent, que estava trabalhando nos murais da Biblioteca de Boston, e Sargent fez estudos para a figura de Moisés usando o pai de Colarossi, que havia sido um modelo por si só, antes do menino Colarossi modelar para Gilbert.
Um contemporâneo de Gilbert, John William Waterhouse também parece ter empregado Angelo Colarossi sênior (1839-1916) como um de seus modelos. Não se sabe se o mais jovem Colarossi jamais posou para Waterhouse, mas como o menino nunca cresceu mais de um metro e meio, as sugestões de que ele era o modelo para um dos jovens que aparecem nas pinturas de Waterhouse no início da década de 1890 parecem razoáveis.

## Vida mais tarde
Tanto pai quanto filho posaram para a tela monumental de Frederick Leighton "E o mar entregou os mortos que estavam nele" (Coleção Tate), fornecendo um registro útil de como eles pareciam na época. Na época de seu casamento em Fulham, em 1904, Colarossi deu sua profissão como "funcionário do Solicitador" e deu a mesma profissão na época do censo de 1911. Mais tarde ele foi trabalhar em uma fábrica de aviões. Ele está enterrado no Cemitério Feltham, que tem cerca de sete acres de área e testemunhou seu primeiro sepultamento em 1886.

## Outros membros da família
Angelo era supostamente o sobrinho de Filippo Colarossi, um escultor que era gerente da famosa Académie Colarossi, uma escola de arte em Paris, cujos alunos incluíam Amedeo Modigliani e Alphonse Mucha. Esta afirmação é feita na biografia de 1929 de Alfred Gilbert por Isabel McAllister. Localizado na Rue de la Grande Chaumière, 10, em Paris, França, foi estabelecido no século XIX como uma alternativa ao governo sancionado pela École des Beaux Arts.
Colin Ford identifica Angelo Colarossi sênior com a modelo na fotografia de 1860 de Julia Margaret Cameron, "Iago", depois de comparar o retrato com outras semelhanças de Colarossi. No entanto, o desenho nomeado de Colarossi mostra um homem muito bigodudo; Além de Frederick Leighton, todo mundo retratou Colarossi com seu bigode. A falta de um bigode sugere que o "Iago" de Cameron é, se não Angelo Colarossi, talvez um retrato de um irmão Colarossi. Referências anteriores dão o nome do modelo como Alessandro; Angelo Colarossi sênior pode ter tido um irmão chamado Alessandro - ele certamente tinha um Alessandro e um Angelo como filhos. Se este é o caso, o "Iago" de Cameron seria uma imagem do tio de Angelo. Nova evidência em um artigo publicado recentemente no British Art Journal sugere que Alessandro di Marco era de fato o modelo para a fotografia e não o Colarossi como se pensava anteriormente.
Os pais de Angelo se casaram em 1867, quando já tinham um filho, Fiori Albert Colarossi, nascido em 1866. Ele aparece no censo de 1881 como Alberto e se casou no Chelsea em 1905. Havia uma irmã Marie Augustina Colarossi, que aparece em o censo de 1881 como Mari, e casou-se com Ferdinando Belisario em 1887.
Os dois filhos seguintes: Antonio Colarossi e Antonio Angelo Colarossi morreram quando bebês. Angelo foi o próximo, seguido por outra irmã, Mary Ann Rosa Colarossi, mostrada como Rosa no censo de 1881. Ela se casou em Fulham em 1905. Depois de Rosa veio Lorenzo Alfonso Colarossi, nascido em 1879, que aparece no censo como Laurence. Ele foi seguido no início de 1881 por Alessandro Gilbert Colarossi, que é mostrado como um bebê não identificado com apenas 7 dias de idade no censo de 1881. De acordo com fontes familiares, ele mais tarde se mudou para a América e morreu na Pensilvânia, em 1953. Aparentemente, o último da família era Mabel Colarossi, nascido em Fulham em 1884, mas nem todos os nascimentos das crianças do Colarossi foram registrados.